# Natação nos Jogos Olímpicos de Verão de 1904 - 1 milha livre masculino
A prova de 1 milha livre da natação foi realizada como parte dos programa da Natação nos Jogos Olímpicos de Verão de 1904. Foi a primeira vez que o evento foi utilizado em uma distância tão grande nas Olimpíadas, sendo a única em milhas; edições posteriores do evento utilizaram os 1500 metros como a distância. 
Sete nadadores de cinco nações participaram.

## Medalhistas
| Ouro   | GER Emil Rausch    |
| Prata  | HUN Géza Kiss      |
| Bronze | AUS Francis Gailey |

## Resultados

### Final
| Pos.              | Nadador        | CON                | Tempo        | Notas |
| ----------------- | -------------- | ------------------ | ------------ | ----- |
| Medalha de ouro   | Emil Rausch    | GER Alemanha       | 27:18.2      |       |
| Medalha de prata  | Géza Kiss      | HUN Hungria        | 28:28.2      |       |
| Medalha de bronze | Francis Gailey | AUS Austrália      | 28:54.0      |       |
| 4                 | Otto Wahle     | AUT Áustria        | Desconhecido |       |
|                   | Edgar Adams    | USA Estados Unidos | DNF          |       |
|                   | Louis Handley  | USA Estados Unidos | DNF          |       |
|                   | John Meyers    | AUT Áustria        | DNF          |       |